# Alfons Heinrich von Portugal

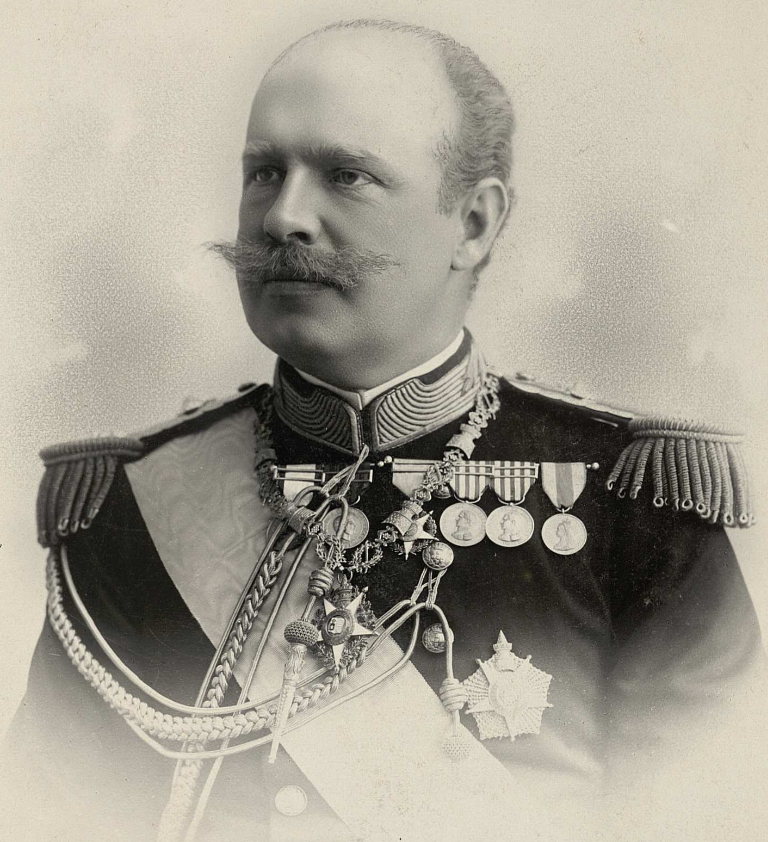
Alfons Heinrich

Alfons Heinrich, Herzog von Porto (portugiesisch Dom Afonso Henrique Maria Luís Pedro de Alcântara Carlos Humberto Amadeu Fernando António Miguel Rafael Gabriel Gonzaga Xavier Francisco de Assis João Augusto Júlio Valfando Inácio de Sabóia Saxe-Coburgo-Gotha e Bragança; * 31. Juli 1865 in Lissabon; † 21. Februar 1920 in Neapel) war ein Infant von Portugal aus dem Haus Sachsen-Coburg und Gotha und Herzogs von Porto.

## Leben
Alfons Heinrich wurde als zweiter Sohn von Ludwig I. von Portugal (1838–1889) und dessen Gemahlin Maria Pia von Savoyen (1847–1911) geboren. Den Titel des Vizekönigs von Portugiesisch-Indien, dessen letzter Träger er auch war, hatte er nur im Jahr 1896 inne. Als 1910 die erste portugiesische Republik ausgerufen wurde, ging Alfons zusammen mit den übrigen Mitgliedern der Königsfamilie nach Großbritannien ins Exil, reiste jedoch bald nach Italien, wo er 1917 in Rom die Amerikanerin Nevada Stoody Hayes heiratete. Die Ehe blieb kinderlos.

## Vorfahren
| Ahnentafel Alfons Heinrich von Portugal (1865–1920) | Ahnentafel Alfons Heinrich von Portugal (1865–1920)                                                                                 | Ahnentafel Alfons Heinrich von Portugal (1865–1920)                                                                                 | Ahnentafel Alfons Heinrich von Portugal (1865–1920)                                                                                 | Ahnentafel Alfons Heinrich von Portugal (1865–1920)                                                                                 | Ahnentafel Alfons Heinrich von Portugal (1865–1920)                                                                     | Ahnentafel Alfons Heinrich von Portugal (1865–1920)                                                                     | Ahnentafel Alfons Heinrich von Portugal (1865–1920)                                                            | Ahnentafel Alfons Heinrich von Portugal (1865–1920)                                                            |
| --------------------------------------------------- | --- | --- | --- | --- | --- | --- | --- | --- |
| Ururgroßeltern                                      | Herzog Franz von Sachsen-Coburg-Saalfeld (1750–1806) ⚭ 1777 Gräfin Auguste Reuß zu Ebersdorf (1757–1831)                            | Graf Ferenc József Koháry (1767–1826) ⚭ Gräfin Antonia von Waldstein zu Wartenberg (1771–1854)                                      | König Johann VI. (1767–1826) ⚭ 1785 Infantin Charlotte Joachime von Spanien (1775–1830)                                             | Kaiser Franz II. (1768–1835) ⚭ 1790 Prinzessin Maria Theresa von Neapel-Sizilien (1772–1807)                                        | Fürst Karl Emanuel von Savoyen-Carignan (1770–1800) ⚭ 1797 Prinzessin Maria Christina von Sachsen (1779–1851)           | Großherzog Ferdinand III. von Toskana (1769–1824) ⚭ 1790 Prinzessin Luisa Maria von Neapel-Sizilien (1773–1802)         | Kaiser Leopold II. (1747–1792) ⚭ 1765 Prinzessin Maria Ludovica von Spanien (1745–1792)                        | Prinz Karl Emanuel von Savoyen-Carignan (1770–1800) ⚭ 1797 Prinzessin Maria Christina von Sachsen (1779–1851)  |
| Urgroßeltern                                        | Prinz Ferdinand von Sachsen-Coburg-Saalfeld (1785–1851) ⚭ 1815 Prinzessin Maria Antonie Gabriele von Koháry (1797–1862)             | Prinz Ferdinand von Sachsen-Coburg-Saalfeld (1785–1851) ⚭ 1815 Prinzessin Maria Antonie Gabriele von Koháry (1797–1862)             | König Peter IV. (1798–1834) ⚭ 1817 Erzherzogin Maria Leopoldine von Österreich (1797–1826)                                          | König Peter IV. (1798–1834) ⚭ 1817 Erzherzogin Maria Leopoldine von Österreich (1797–1826)                                          | König Karl Albert von Sardinien-Piemont (1798–1849) ⚭ 1817 Prinzessin Maria Theresia von Österreich-Toskana (1801–1855) | König Karl Albert von Sardinien-Piemont (1798–1849) ⚭ 1817 Prinzessin Maria Theresia von Österreich-Toskana (1801–1855) | Erzherzog Rainer von Österreich (1783–1853) ⚭ 1820 Prinzessin Maria Elisabeth von Savoyen-Carignan (1800–1856) | Erzherzog Rainer von Österreich (1783–1853) ⚭ 1820 Prinzessin Maria Elisabeth von Savoyen-Carignan (1800–1856) |
| Großeltern                                          | Prinz Ferdinand von Sachsen-Coburg und Gotha, als Ferdinand II. König von Portugal (1816–1885) ⚭ 1836 Königin Maria II. (1819–1853) | Prinz Ferdinand von Sachsen-Coburg und Gotha, als Ferdinand II. König von Portugal (1816–1885) ⚭ 1836 Königin Maria II. (1819–1853) | Prinz Ferdinand von Sachsen-Coburg und Gotha, als Ferdinand II. König von Portugal (1816–1885) ⚭ 1836 Königin Maria II. (1819–1853) | Prinz Ferdinand von Sachsen-Coburg und Gotha, als Ferdinand II. König von Portugal (1816–1885) ⚭ 1836 Königin Maria II. (1819–1853) | König Viktor Emanuel II. von Italien (1820–1878) ⚭ 1842 Erzherzogin Adelheid von Österreich (1822–1855)                 | König Viktor Emanuel II. von Italien (1820–1878) ⚭ 1842 Erzherzogin Adelheid von Österreich (1822–1855)                 | König Viktor Emanuel II. von Italien (1820–1878) ⚭ 1842 Erzherzogin Adelheid von Österreich (1822–1855)        | König Viktor Emanuel II. von Italien (1820–1878) ⚭ 1842 Erzherzogin Adelheid von Österreich (1822–1855)        |
| Eltern                                              | König Ludwig I. (1838–1889) ⚭ 1862 Prinzessin Maria Pia von Savoyen (1847–1911)                                                     | König Ludwig I. (1838–1889) ⚭ 1862 Prinzessin Maria Pia von Savoyen (1847–1911)                                                     | König Ludwig I. (1838–1889) ⚭ 1862 Prinzessin Maria Pia von Savoyen (1847–1911)                                                     | König Ludwig I. (1838–1889) ⚭ 1862 Prinzessin Maria Pia von Savoyen (1847–1911)                                                     | König Ludwig I. (1838–1889) ⚭ 1862 Prinzessin Maria Pia von Savoyen (1847–1911)                                         | König Ludwig I. (1838–1889) ⚭ 1862 Prinzessin Maria Pia von Savoyen (1847–1911)                                         | König Ludwig I. (1838–1889) ⚭ 1862 Prinzessin Maria Pia von Savoyen (1847–1911)                                | König Ludwig I. (1838–1889) ⚭ 1862 Prinzessin Maria Pia von Savoyen (1847–1911)                                |
| Herzog Alfons Heinrich von Portugal (1865–1920)     | | | | | | | | |